# متورقة كبدية
متورقة كبدية أو وشيعة كبدية أو دودة الكبد (بالإنجليزية: Fasciola hepatica)‏ هي أحد أنواع المتورقات التي تصيب الكبد.